# Чорна сукня
«Чорна сукня» (рос. Чёрное платье) — російсько-український телевізійний фільм 2008 року.

## Зміст
Наташа — простий бібліотекар. Крім себе вона повинна утримувати 16-річного сина і стареньку матір. Коли їй пропонують поїхати на курорт в Анталію, вона дуже засмучується через відсутність грошей. Та син бере потрібну суму у свого батька і відправляє маму на відпочинок. Однак поїздці не призначено стати спокійною.